# Phauloppia centroamericana
Phauloppia centroamericana är en kvalsterart som först beskrevs av Stoll 1891.  Phauloppia centroamericana ingår i släktet Phauloppia och familjen Oribatulidae. Inga underarter finns listade i Catalogue of Life.